# Syllimnophora pauciseta
Syllimnophora pauciseta är en tvåvingeart som först beskrevs av Stein 1904.  Syllimnophora pauciseta ingår i släktet Syllimnophora och familjen husflugor. Inga underarter finns listade i Catalogue of Life.